# Chris Leroux
Pour les articles homonymes, voir Leroux.
Christopher A. Leroux (né le 14 avril 1984 à Montréal, Québec, Canada) est un lanceur droitier de la Ligue majeure de baseball. Il est présentement sous contrat avec les Phillies de Philadelphie.

## Carrière

### Marlins de la Floride
Chris Leroux est drafté le 7 juin 2005 au septième tour de sélection par les Marlins de la Floride. Il signe son premier contrat professionnel le 13 juillet 2005. Ce lanceur de relève, qui a joué au baseball au St. Joseph High School à Mississauga, en Ontario, puis à l'Université Winthrop en Caroline du Sud, évolue en ligues mineures dans l'organisation des Marlins et atteint les majeures le 26 mai 2009, lançant deux manches contre les Phillies de Philadelphie. Il effectue cinq présences au monticule en 2009, œuvrant pendant cinq manches et deux tiers. Il n'a été impliqué dans aucune décision et a retiré deux frappeurs sur des prises en six manches et deux tiers lancées.
Il termine la saison 2009 en classe AA avec les Suns de Jacksonville de la Southern League, présentant une fiche victoires-défaites de 5-3 avec une moyenne de points mérités de 2,70 et 55 retraits sur des prises en 46 sorties et 60 manches lancées. Il enregistre de plus trois sauvetages.
En 2010, Leroux dispute 17 parties avec la Floride. Il n'est impliqué dans aucune décision et affiche une moyenne de points mérités de 7,00 avec 18 retraits sur des prises en 18 manches lorsqu'il est cédé au ballottage et réclamé le 13 septembre par les Pirates de Pittsburgh. 

### Pirates de Pittsburgh

#### Saison 2010
Il joue six parties en fin d'année 2010 avec Pittsburgh.

#### Saison 2011
Le 17 juillet 2011, Leroux est crédité de sa première victoire dans le baseball majeur lors du triomphe de 7-5 des Pirates de Pittsburgh sur les Astros de Houston.
Il présente une moyenne de points mérités de 2,88 en 23 matchs pour les Pirates en 2011. En 25 manches au monticule, il enregistre 24 retraits sur des prises.

#### Saison 2012
Leroux participe à 10 matchs des Pirates en 2012 et lance 11 manches et un tiers.

#### Saison 2013
Après seulement deux parties jouées pour les Pirates en 2013, Leroux est soumis au ballottage mais n'est réclamé par aucun club. Il devient conséquemment agent libre.

### Classique mondiale de baseball
Leroux fait partie de l'équipe du Canada à la Classique mondiale de baseball 2013. Il amorce comme lanceur partant le second match des Canadiens dans le tournoi, le 9 mars contre le Mexique.
L'athlète d'un mètre quatre-vingt-dix-huit a aussi représenté le Canada à la Classique mondiale de baseball 2009.

### Japon
Parti des Pirates de Pittsburgh, Leroux passe brièvement par le Japon où il joue 5 matchs comme lanceur partant des Swallows, un club de Tokyo dans la Ligue centrale. Il accorde 22 points mérités en 22 manches et subit deux défaites pour cette équipe.

### Yankees de New York
Le 29 janvier 2014, Leroux signe un contrat des ligues mineures avec les Yankees de New York. Il lance deux manches en deux apparitions au monticule pour les Yankees en 2014 mais accorde 5 points mérités.

### Phillies de Philadelphie
En janvier 2015, Leroux est mis sous contrat par les Brewers de Milwaukee, puis est au début de la saison assigné à leur club-école de Colorado Springs. Le 12 mai suivant, sans qu'il n'ait joué pour Milwaukee, son contrat est racheté par les Phillies de Philadelphie, qui l'assignent aux mineures pour le reste de la saison 2015. Il signe un nouveau contrat des ligues mineures avec les Phillies le 18 novembre 2015.

## Statistiques
| Saison | Équipe     | G  | GS | CG | SHO | V | D | SV | IP   | SO | ERA   |
| ------ | ---------- | -- | -- | -- | --- | - | - | -- | ---- | -- | ----- |
| 2009   | Floride    | 5  | 0  | 0  | 0   | 0 | 0 | 0  | 6.2  | 2  | 10,80 |
| 2010   | Floride    | 17 | 0  | 0  | 0   | 0 | 0 | 0  | 18.0 | 18 | 7,00  |
| 2010   | Pittsburgh | 6  | 0  | 0  | 0   | 0 | 1 | 0  | 4.2  | 4  | 5,79  |
| Totaux | Totaux     | 28 | 0  | 0  | 0   | 0 | 1 | 0  | 29.1 | 24 | 7,67  |

Note : G = Matches joués ; GS = Matches comme lanceur partant ; CG = Matches complets ; SHO = Blanchissages ; 
V = Victoires ; D = Défaites ; SV = Sauvetages ; IP = Manches lancées ; SO = Retraits sur des prises ; ERA = Moyenne de points mérités.